# 沼泽幽鹛
沼泽幽鹛（学名：Pellorneum palustre），是画眉科幽鹛属的一种，分布于印度和孟加拉国。全球活动范围约为62,800平方千米。该物种的保护状况被评为易危。
沼泽幽鹛的栖息地包括亚热带或热带的（低地）湿润疏灌丛、干燥的稀树草原、亚热带或热带的（低地）季节性湿润草原和亚热带或热带的（低地）干草原。